# 오키나와 현청사
오키나와 현청사(일본어: 沖縄県庁舎)는 일본 오키나와 현청 건물의 총칭이다. 1990년에 준공한 현재 건물은 구로카와 기쇼가 설계했다. 위치는 오키나와 현 나하시 이즈미자키에 위치하고 있다. 옆에는 오키나와 현 의회, 오키나와 현 경찰 본부 청사가 있다. 근처에는 나하 시청, 방송국, 백화점, 은행 등이 늘어서 있다.